# Tiopłaja Gora
Tiopłaja Gora – osiedle typu miejskiego w Rosji, w Kraju Permskim. W 2010 roku liczyło 3306 mieszkańców.